# Hårkörvel
Hårkörvel (Chaerophyllum temulum) är en art av växter i familjen flockblommiga växter.
Den växer på något skuggig mark, exempelvis vid häckar.